# Anna Pietrowiec
Anna Pietrowiec (ur. 1909 r. w Częstochowie, zm. 1989 r. w Gdańsku) – polska rzeźbiarka. Profesor PWSSP w Gdańsku.

## Życiorys
Uczennica Pomorskiej Szkoły Sztuk Pięknych Wacława Szczeblewskiego w Gdyni. Studia w Państwowej Wyższej Szkole Sztuk Plastycznych w Gdańsku (obecnie: Akademia Sztuk Pięknych w Gdańsku) na Wydziale Rzeźby; dyplom uzyskała w 1951 roku. Pracowała w latach 1951–1974 w Państwowej Wyższej Szkole Sztuk Plastycznych w Gdańsku. Początkowo związana z Pracownią Rzeźby profesora Stanisława Horno-Popławskiego, następnie prowadziła Pracownię Rysunku na Wydziale Rzeźby. Uczestniczyła w odbudowie Gdańska; w latach 1951–1954 wykonała wiele rzeźb.

## Ważniejsze wystawy i konkursy[1]

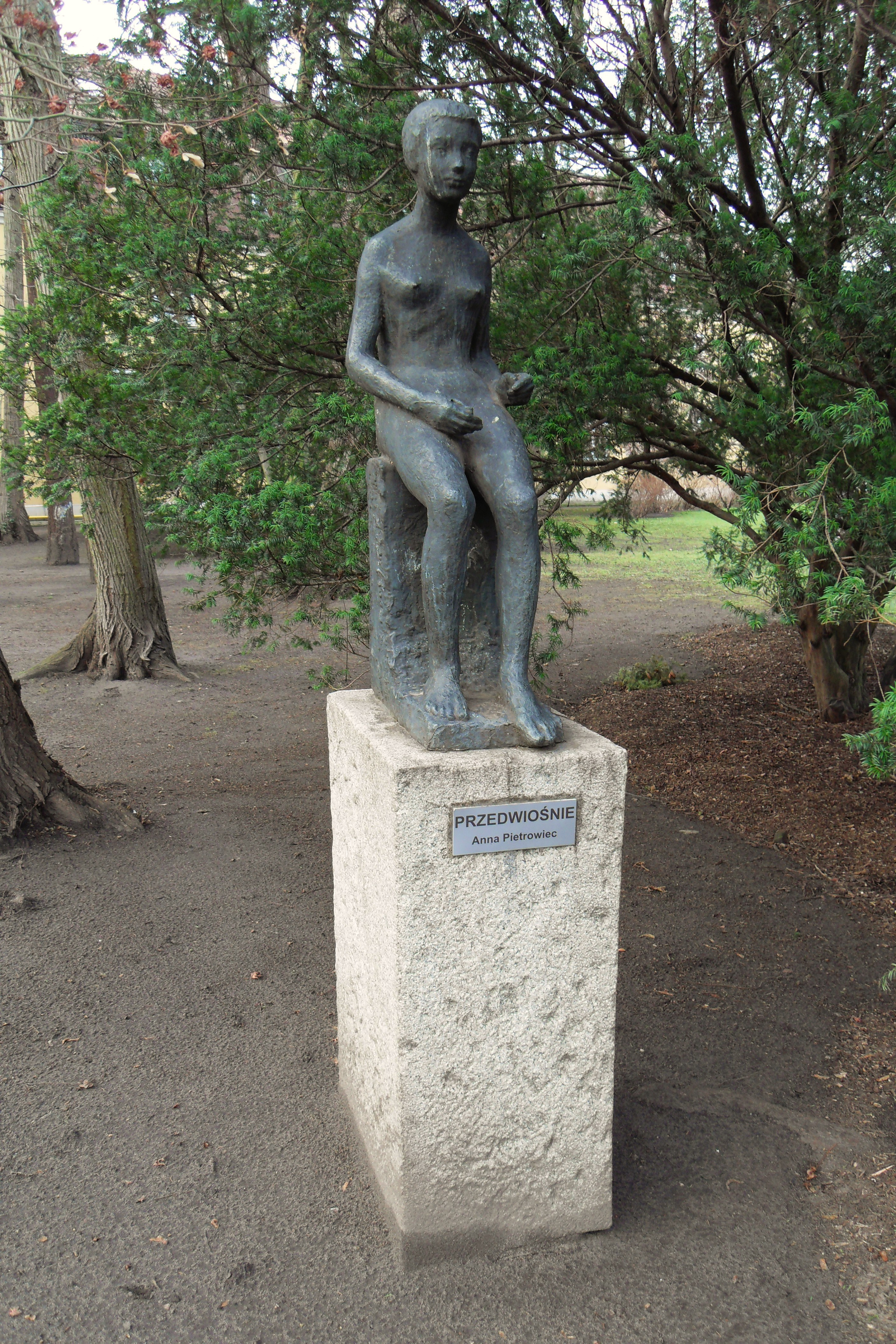
Rzeźba Przedwiośnie w Parku Oliwskim

- "II Ogólnopolska Wystawa Plastyki", Warszawa 1951 - II nagroda
- "Młodzież walczy o pokój", Warszawa 1951 - II nagroda
- konkurs na rzeźbę dla Pałacu Kultury i Nauki w Warszawie - I miejsce
- "Konkurs Instytutu Wzornictwa Przemysłowego", Warszawa 1952/3 - II nagroda
- "Ogólnopolska Wystawa Rzeźby", 1967 - Nagroda Ministerstwa Kultury i Sztuki
- "Gdańsk w malarstwie , rzeźbie i grafice", wystawa 1968 - nagroda (jedna z dwóch równorzędnych)
- konkurs na pamiątkę regionu warmińsko-mazurskiego w Olsztynie 1972 - nagroda i dwa wyróżnienia
- ogólnopolska wystawa w Sopocie "Wizerunek Kobiety" 1975 - wyróżnienie
- "Biennale Sztuki Gdańskiej", Sopocie 1975 - medal
- "Ogólnopolski Turniej Poetycki i Plastyczny", Wałbrzych 1977; konkurs rzeźbiarski - III nagroda (Brązowa Lampka Górnicza) oraz specjalna za tematykę górniczą.

## Ważniejsze realizacje
- Maria Konopnicka (postać siedząca), Dom Chłopa w Warszawie
- Maria Konopnicka (popiersie), Liceum Tysiąclecia w Warszawie
- gen. Józef Bem (popiersie), Studium Wojskowe w Gdańsku
- Tadeusz Kościuszko (popiersie), Szkoła Podstawowa nr 52 w Gdańsku
- Henryk Sienkiewicz (popiersie) w Malborku
- "Ofiarom Majdanka" (płaskorzeźba) w Lublinie
- Tadeusz Wenda (popiersie) Muzeum Miasta w Gdyni
- Eliza Orzeszkowa (popiersie) w Wałbrzychu
- rzeźby, płaskorzeźby i medale na elewacjach Starego Miasta Gdańska.